# Mark Ingram
Mark Valentine Ingram detto junior (Hackensack, 21 dicembre 1989) è un ex giocatore di football americano statunitense che ha militato nel ruolo di running back nella National Football League (NFL).
È figlio dell'ex wide receiver Mark Ingram Sr. Egli, proprio come il padre, fu scelto come 28º assoluto nel Draft NFL 2011 dai New Orleans Saints.
Nel 2009 ha vinto il prestigioso Heisman Trophy, premio riservato al miglior giocatore universitario dell'anno

## Carriera

### New Orleans Saints

#### Stagione 2011
I New Orleans Saints scelsero Ingram come 28º assoluto nel Draft 2011. Fu il primo running back scelto nel 2011; dalla fusione tra AFL ed NFL nel 1970 fino al 2014, questa fu la più bassa posizione per il primo RB scelto. I Saints acquisirono la scelta dai New England Patriots in cambio della loro scelta del secondo giro (56º assoluta) e della scelta del primo giro del Draft NFL 2012. Dal momento che il capo-allenatore di Alabama Nick Saban fu allenatore di quello dei Patriots Bill Belichick, si pensava che i Patriots fossero grandemente interessati a scegliere loro stessi Ingram. Il 28 luglio 2011, Ingram decise di indossare il numero 28, come il numero della sua chiamata del draft e di quella del padre. Il giorno successivo, Ingram firmò un contratto quadriennale coi Saints, con tre anni garantiti ed un quinto anno opzionale. Il contratto fu del valore di 7,41 milioni di dollari, 3,89 milioni di bonus alla firma.
Il 12 agosto 2011, Ingram segnò il suo primo touchdown come Saint su una corsa da 14 yard nella gara di pre-stagione contro i San Francisco 49ers.
Il 25 settembre 2011, Ingram segnò il suo primo touchdown nella stagione regolare con una corsa da 13 yard contro gli Houston Texans.
Il 23 ottobre 2011, alla fine della partita della domenica sera contro gli Indianapolis Colts, Ingram si infortunò al tallone. Dapprima fu considerato un infortunio non grave ma Ingram non riuscì ad allenarsi per tutta la settimana e finì per perdere la gara successiva contro i St. Louis Rams ancora a secco di vittorie, gare che si concluse con la sconfitta dei Saints 21-31.
La stagione da rookie di Ingram si concluse con 474 yard corse ad una media di 3,9 yard guadagnate per portata e 5 touchdown segnati su corsa.

#### Stagione 2012
Nella seconda gara della stagione 2012, i Saints furono sconfitti dai Carolina Panthers: Ingram corse 53 yard su 16 tentativi e segnò il primo touchdown su corsa della stagione. Il secondo touchdown su corsa dell'anno lo segnò poi nella settimana 11 nella vittoria sugli Oakland Raiders, oltre a guidare la squadra con 67 yard corse. Due settimane dopo segno il terzo touchdown nella sconfitta contro gli Atlanta Falcons nel Thursday Night. Nella settimana 16, Mark contribuì alla vittoria sui Dallas Cowboys con 53 yard corse e un'altra segnatura.

#### Stagione 2013
Nella settimana 10 contro i Dallas Cowboys, Ingram stabilì un nuovo primato in carriera correndo 145 yard e segnando un touchdown nella nettissima vittoria dei Saints. Per questa prestazione fu premiato come miglior running back della settimana. Il 4 gennaio 2014, i Saints vinsero la prima gara di playoff in trasferta della storia della franchigia superando gli Eagles per 26-24 nel turno delle wild card. Ingram contribuì guidando la squadra con 97 yard corse e un touchdown.

#### Stagione 2014
Una pre-stagione positiva fece prevedere agli analisti che il 2014 potesse essere l'anno dell'esplosione da professionista di Ingram. Il giocatore confermò tali impressioni positive nella prima gara della stagione guidando la sua squadra con 60 yard corse e 2 touchdown nella settimana 1 contro gli Atlanta Falcons. Un altro touchdown lo segnò la domenica successiva contro i Cleveland Browns. In quella partita però si ruppe una mano, venendo costretto a uno stop di un mese. Tornò in campo nella settimana 7 contro i Lions, correndo solamente 16 yard su 10 tentativi ma si rifece la domenica seguente quando ne corse 172 e segnò un touchdown, trascinando New Orleans alla vittoria sui Packers, che venivano da quattro vittorie consecutive e venendo premiato come running back della settimana. Il giovedì successivo disputò un'altra solida prova con 100 yard corse e con due touchdown arrivò a quota sei in stagione, già un nuovo primato personale, malgrado l'avere disputato solamente cinque gare sino a quel momento. Divenne inoltre il primo giocatore dei Saints da Deuce McAllister nel 2006 a correre almeno 100 yard in due gare consecutive. Il settimo lo segnò nel Monday Night Football della settimana 15 vinto contro una squadra in difficoltà come i Bears. La sua stagione si chiuse con un primato personale di 964 yard corse e al terzo posto nella NFL con 9 touchdown su corsa, venendo convocato per il suo primo Pro Bowl al posto di Marshawn Lynch, impegnato coi Seattle Seahawks nel Super Bowl XLIX.

#### Stagione 2015

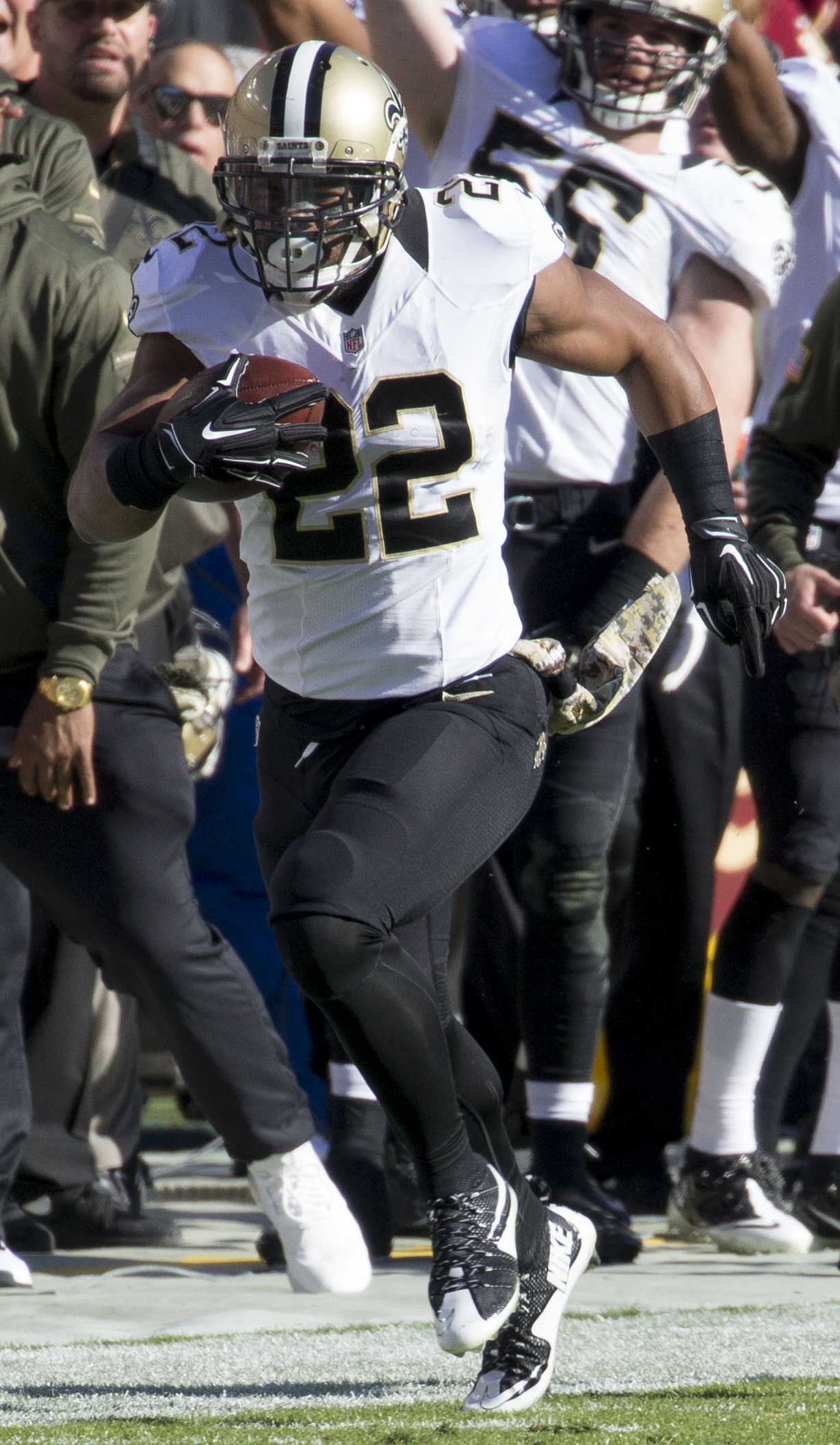
Ingram nel 2015

L'8 marzo 2015, Ingram rifirmò con i Saints per 4 anni a 16 milioni di dollari totali. Nel sesto turno segnò due touchdown contribuendo a battere gli imbattuti Falcons nella seconda vittoria stagionale di New Orleans. Sette giorni dopo corse un massimo stagionale di 143 yard e col suo quinto touchdown contribuì alla vittoria sui Colts. Il 9 dicembre, i Saints annunciarono che Ingram sarebbe stato inserito in lista infortunati, perdendo tutte le ultime quattro gare della stagione, che si concluse con 769 yard corse e 6 TD, in entrambi i casi leader della squadra.

#### Stagione 2016
Nel 2016, Ingram disputò le migliori prove stagionali nel nono turno contro San Francisco (158 yard corse e 2 touchdown totali) e nel dodicesimo contro Los Angeles (146 yard corse, con un touchdown su corsa e uno ricezione), prestazione quest'ultima che gli valse i premi di miglior giocatore offensivo della NFC della settimana e di running back della settimana. La sua annata si chiuse superando per la prima volte le mille yard corse, con 10 touchdown complessivi, 6 su corsa e 4 su ricezione.

#### Stagione 2017
Nel decimo turno della stagione 2017, Ingram segnò un primato personale di 3 touchdown su corsa nella vittoria interna sui Buffalo Bills, venendo premiato come running back della settimana. La settimana successiva fu decisivo nella vittoria ai supplementari contro i Washington Redskins, correndo 134 yard e un touchdown, venendo premiato come giocatore offensivo della NFC della settimana e nuovamente come running back della settimana. A fine stagione fu convocato per il suo secondo Pro Bowl dopo essersi classificato quinto nella NFL con 1 124 yard corse.

#### Stagione 2018
L'8 maggio 2018 Ingram fu sospeso per quattro partite dalla lega per essere risultato positivo a un test antidoping.

### Baltimore Ravens
Il 13 marzo 2019 Ingram firmò con i Baltimore Ravens. Nel terzo turno corse 103 yard e segnò 3 touchdown su corsa ma i Ravens furono battuti dai Chiefs. Nella settimana 15 corse 76 yard e segnò due touchdown (uno su corsa e uno su ricezione) nella vittoria sui New York Jets che diede a Baltimore il titolo di division. A fine stagione fu convocato per il suo terzo Pro Bowl dopo avere corso 1 018 yard e un nuovo primato personale di 10 TD su corsa.

### Houston Texans
Il 24 marzo 2021 Ingram firmò un contratto di un anno con gli Houston Texans per un valore di 3 milioni di dollari.

### New Orleans Saints
Il 29 ottobre 2021, Ingram fu scambiato con i New Orleans Saints per una scelta del settimo giro del Draft 2024.

## Palmarès
- Convocazioni al Pro Bowl: 3

2014, 2017, 2019
- Giocatore offensivo della NFC della settimana: 2

12ª del 2016, 11ª del 2017
- Running back della settimana: 5

10ª del 2013, 8ª del 2014, 12ª del 2016, 10ª e 11ª del 2017
- Heisman Trophy - 2009
- Campione NCAA - 2009